# Telenor
Telenor ASA — норвежская телекоммуникационная компания, крупнейшая в стране, один из ведущих международных инвесторов в секторе мобильной связи. Штаб-квартира — в Форнебу, вблизи Осло.

## История
Основана в 1855 году под названием Telegrafverket как провайдер услуг телеграфа. В 1966 году компания запустила сеть мобильной телефонной связи с ручной коммутацией, в 1981 году заменённую на автоматическую мобильную сеть NMT (Норвегия стала первой страной в Европе с автоматической мобильной связью). С 1993 года начато развитие сетей GSM. В 2004 году введена в эксплуатацию коммерческая сеть 3G (UMTS).
В октябре 2000 года компания была частично приватизирована и получила листинг на фондовых биржах.
В ноябре 2019 года Telenor продала свой пакет из 157 млн акций в телекоммуникационном холдинге Veon, которому принадлежит российский оператор «Вымпелком» (бренд «Билайн»). Сумма сделки составила $362 млн.

## Собственники и руководство
Telenor — публичная компания; основной её акционер — правительство Норвегии (владеет 54 % акций). Акции компании торгуются на фондовой бирже Осло и NASDAQ. Рыночная капитализация на 6 октября 2006 года — $22,8 млрд.
Председатель совета директоров компании — Торлейф Энгер (Thorleif Enger). Главный управляющий — Йон Фредрик Баксос (Jon Fredrik Baksaas).

## Деятельность
Основным бизнесом компании является оказание услуг сотовой связи. Telenor контролирует сотовых операторов в Болгарии, Норвегии, Швеции, Дании (Telenor Denmark), Венгрии, Сербии, Черногории, Малайзии (DiGi.Com), Бангладеш (GrameenPhone), Пакистане, Индии, Таиланде. В конце 2004 года дочерние сотовые операторы Telenor обслуживали 22,1 млн абонентов.
Помимо сотовой связи, Telenor занимает существенные позиции на скандинавском рынке передачи ТВ-сигнала и широкополосного доступа в интернет.
Общая численность персонала — 21,8 тыс. человек. Выручка за 2008 год выросла на 5,1 % до €11,23 млрд, чистая прибыль упала на 21,6 % до €1,73 млрд.

### Telenor в России
В России Telenor работает с 1992 года. Компания осуществляла вложения в сотового оператора «ВымпелКом», предоставляющего услуги под торговой маркой «Билайн» (в 1998 норвежцы приобрели четверть + 1 обыкновенную акцию оператора, а в 2007 году увеличили свой пакет акций до 29,9 % голосующих и 33,6 % обыкновенных акций). Затем на несколько лет отношения Telenor с другим крупным владельцем «ВымпелКома» — «Альфа-Групп» — испортились. Норвежская компания протестовала против слияния российского оператора сотовой связи с украинским «Киевстаром». Дело дошло до наложения ареста на пакет акций «Теленора» по иску офшорной компании Farimex. В примирении российских и норвежских бизнесменов приняли участие высшие чиновники двух стран, включая (по данным WikiLeaks) Владимира Путина.
После окончания корпоративной войны и одобрения «Теленором» сделки слияния «ВымпелКома» с украинским «Киевстаром», о которой было объявлено в 2009 году, норвежская компания получила 36 % голосующих (39,6 % обыкновенных) акций компании VimpelCom Ltd., которая контролирует «Вымпелком» и «Киевстар».
В апреле 2012 года Telenor увеличил долю в VimpelCom Ltd с 36,36 % до 39,51 %

## Дополнительные факты
В 1994 году Йон Стефенсон фон Течнер (Jon Stephenson von Tetzchner) и Гейр Иварсёй (Geir Ivarsøy), будучи работниками Televerket (нынешней Telenor), разработали браузер Opera.